# René Prioux
René Jacques Adolphe Prioux (11 aprilie 1879 – 16 iunie 1953) a fost un general al Forțelor Terestre Franceze care a luptat în ambele conflagrații mondiale. El a fost un ofițer de cavalerie foarte talentat care a avansat rapid, pentru ca să ajungă la comanda  Corpului de cavalerie al Armatei I Franceze în timpul Bătăliei Belgiei (mai 1940). După ce a fost capturat de germani, a petrecut următorii doi ani într-un lagăr de prizonieri. După ce a fost eliberat și repatriate în 1942, Prioux a ajuns un sprijinitor puternic al Regimului de la Vichy. După succesul Operațiunii „Torța” din 1942, Charles de Gaulle, comandantul Forțelor franceze Libere, l-a îndepărtat pe Prioux din orice poziție de comandă. 

## Biografie
După ce a lucrat ca voluntar pentru primarul din Bernay, Eure, Prioux s-a înrolat pe 8 august 1897 în Regimentul al 6-lea dragoni. A fost admis la Academia Militară Saint-Cyr și, după absolvirea acesteia, a fost încadrat 1 octombrie 1899 ca sublocotenent în Regimentul a 6-lea vânători („chasseurs”). După doi ani, Prioux a fost avansat la gradul de locotenent și a fost numit pe rând în cadrul Regimentul al 21-lea de vânători (24 ianuarie 1907), Statul major la Corpului al 19-lea de armată (22 octombrie 1908), Statul major la Brigăzii I de cavalerie algeriană (octombrie 1910). Pe 27 martie 1911 a fost avansat la gradul de căpitan și a fost repartizat la Regimentul al 3-lea de vânători africani. În martie 1914 a fost desemnat pentru îndeplinirea unor sarcini speciale. 

### Prima conflagrație mondială
La izbucnirea Primului Război Mondial, Prioux activa la cartierul general al Armatei Franceze. El a ocupat succesiv mai multe poziții în anul care avea să urmeze – membru al Statului major al Corpului de armată al 34-lea (7 noiembrie 1914), al Statului major al Armatei Vosgilor, Armatei a 7-a și a Armatei belgiene. După ce a fost mutat în cadrul Corpului de armată al 36-lea pe 22 mai 1915, Prioux a fost numit la comanda unui escadron pe 9 aprilie 1917. Pe 18 februarie 1918 a fost mutat în Regimentul al 5-lea dragoni. Pe 10 februarie 1919, Prioux avea să fie desemnat șef la statului major al Diviziei a 52-a de infanterie, după un stagiu în cadrul Diviziei a 164-a de infanterie. 

### Perioada interbelică
În 1919, în timp ce era încadrat la cartierul general al Armatei franceze din Maroc, Prioux fost admis la École Supérieure de Guerre. După absolvirea cursurilor, a fost numit instructor la École Supérieure de Guerre în 1921. Începând cu anul 1923, Prioux a fost responsabil al cursurilor de cavalerie, iar pe 25 decembrie 1923 a fost înaintat la gradul de locotenent-colonel. Între august 1925 și martie 1926, Prioux a fost numit la comanda Regimentului al 8-lea spahii. În 1929 a fost transferat la Regimentul al 11-lea cuirasieri, cu care  a luat parte la Misiunea militară franceză din Polonia. În 1931, el avea să preia funcția de comandant al Misiunii. Prioux a fost înaintat la gradul de general de brigadă pe 12 august 1932. 
În toamna anului 1932, Prioux a fost numit la comanda trupelor de cavalerie din Tunisia. După înaintarea la gradul de general maior din martie 1936, a fost numit Comandant al cavaleriei în Ministerul de război. Din februarie 1938, al a fost numit la comanda Regiunii militare a 7-a din Besançon,, comandă pe care a păstrat-o până în mai 1939; în același timp, pe 1 februarie 1939 a fost numit Inspector șef al trupelor de cavalerie. 

### A două conflagrație mondială
După izbucnirea celui de-al doilea război mondial, Prioux a fost numit pe 2 septembrie 1939 la comanda Corpului de cavalerie. Cu această mare unitate mecanizată, el a participat la luptele din Belgia după declanșarea invaziei germane din Franța și Țările de Jos. El a obținut o serie de succese locale, întârziind înaintarea Corpului al XVI-lea de armată în timpul bătăliilor de la Hannut și Gembloux.  Prioux a  preluat comanda Armatei I franceze, după ce generalul General Georges Blanchard a fost numit la comanda Grupului I de Armată, pentru înlocuirea generalului Billotte, care murise într-un accident. Prioux a fost luat prizonier pe 29 mai 1939 împreună cu cea mai mare parte a Armatei I. Germanii l-au eliberat în aprilie 1942, iar generalului i s-a permis să se retragă la Vichy,, unde a fost trecut în rezervă în mai, pentru ca în septembrie același an să fie înaintat la gradul de general de armată. Mai târziu, el lucrat în Statul major al generalului Henri Giraud. Prioux s-a numărat printre ofițerii de rang superior pe care Charles de Gaulle a hotărât să îi tragă pe linie moartă.
În perioada de existență a Regimului de la Vichy, Prioux s-a remarcat prin ordinele cu caracter antisemit pe care le-a transmis comandanților forțelor armate ale regimului. El a fost considerat unul dintre cei mai credincioși  susținători ai Statului Francez și ai mareșalului Philippe Pétain. După debarcarea forțelor franceze libere din nordul Africii și prăbușirea Regimului de la Vichy, Prioux nu a mai fost numit în nicio funcție de comandă și și-a petrecut restul zilelor în anonimat. 

## Decorații
- Cavaler al Légion d'honneur,  7 noimebrie 1914
- Ofițer al Légion d'honneur, 28 decembrie 1921
- Croix de guerre 1939–1945
- Comandant al Légion d'honneur, 30 decembrie 1936
- Mare ofițer al Légion d'honneur, 4 iunie 1940
- Comandant cu stea la Ordinului Polonia Restituta martie 1933

## Cărți
- René Jacques Adolphe Prioux, Souvenirs de Guerre 1939-1943, Flammarion, 1947

## Resurse internet
- Cariera lui Prioux pe scurt